# برومسغروف سبورتينغ
نادي برومزغروف سبورتينغ لكرة القدم (بالإنجليزية: Bromsgrove Sporting Football Club) هو نادٍ رياضي إنجليزي يُعنى بكرة القدم، ويقع مقره في بلدة برومزغروف بمقاطعة وسترشير. يُعد النادي واحدًا من الأندية الحديثة نسبيًا في كرة القدم الإنجليزية، حيث تأسس عام 2009، ويخوض مبارياته على ملعب فيكتوريا غراوند. يتنافس الفريق حاليًا في الدوري الجنوبي القسم الممتاز الأوسط، ويُعرف بجماهيره الوفية وتاريخه التصاعدي في دوريات الهواة وشبه المحترفين.

## التاريخ
تأسس نادي برومزغروف سبورتينغ عام 2009 كمجموعة من المشجعين بهدف شراء نادي برومزغروف روفرز وإخراجه من الإدارة القضائية. جاء تأسيس المجموعة نتيجة استياء جماعة المشجعين من ملكية ورئاسة توم هربرت، الذي وضع النادي تحت إدارة قضائية. حدد المسؤول القضائي مشتريًا محتملاً آخر للنادي، يُقال إنه مرتبط بتوم هربرت، لكنه لم يدفع المبلغ المتفق عليه وأُعلن إفلاسه لاحقًا بقرار من المسؤول القضائي. قررت المجموعة تكوين فريق جديد للحفاظ على كرة القدم خارج الدوري في برومزغروف. في 2 يونيو 2010، عُرض على سبورتينغ عقد إيجار ملعب فيكتوريا غراوند بعد وعدهم بإتاحته أيضًا لمباريات برومزغروف روفرز. في أغسطس 2010، طُرد نادي برومزغروف روفرز من الدوري الجنوبي (إنجلترا), رغم موافقة سبورتينغ على مشاركة ملعب فيكتوريا، وتعرض نادي روفرز للحل لاحقًا، فاستحوذ سبورتينغ على حق الاستخدام الحصري للملعب.
حقق النادي مراكز متقدمة في مواسمه الأولى، ومع إعادة تنظيم الدوريات التي أدت إلى ترقيته من الدرجة الثانية ثم الدرجة الأولى في دوري ميدلاند فوتبول كومبينيشن, صعد سبورتينغ إلى الدرجة الممتازة من نفس الدوري في موسم 2012–13.
في 10 مايو 2014، وأمام جمهور بلغ 414 مشجعًا في ملعب فيكتوريا برومزغروف، حصل الفريق الأول لسبورتينغ على أول لقب رسمي له بفوزه بنتيجة 4-1 على فريق باجيت رينجرز في نهائي كأس سمدلي كروك الخيرية، وسجل الأهداف داني لودلو (هدفين) وبيلي راسل (هدفين).
اعتبارًا من موسم 2014-15، أعيد تسمية الدوري ليصبح دوري ميدلاند فوتبول (Midland Football League) بعد اندماج دوري ميدلاند فوتبول كومبينيشن مع دوري ميدلاند ألاينس. ولعب سبورتينغ في ذلك الموسم في الدرجة الأولى من الدوري.
اكتسب النادي سمعة كـ«الوصيف الدائم» بعدما أنهى المركز الثاني ثلاث سنوات متتالية قبل موسم 2016–17، في دوري يتيح مركزًا واحدًا للترقية. لكن موسم 2016–17 شهد تتويج النادي باللقب والصعود أخيرًا إلى الدرجة الممتازة في دوري ميدلاند فوتبول، وظل الفريق دون هزيمة في الدوري، ما أتاح له لقب «اللا يُقهَر». كما وصل النادي إلى نصف نهائي كأس الاتحاد الإنجليزي لفئة الفيس (FA Vase), وخسر بنتيجة 2-1 في مجموع المباراتين أمام فريق كليثورب تاون, قبل نهائي ويمبلي.
حقق سبورتينغ لقب دوري ميدلاند فوتبول الممتاز في موسم 2017–18 في محاولته الأولى، فصعد للمرة الثانية على التوالي وتأهل إلى الدوري الجنوبي – الدرجة الأولى الوسطى لموسم 2018–19. كما فاز النادي بكأس الاتحاد الوسترشيري للمرة الثانية على التوالي.
أنهى الفريق موسم 2018-19 في المركز الثاني خلف بيترفورهام سبورتس, لكنه حقق الصعود مجددًا بعد الفوز على ساتون كولدفيلد تاون 3-2 في نصف نهائي تصفيات الدرجة الأولى الوسطى، ثم على كوربي تاون 4-3 في النهائي أمام جمهور بلغ 2,943 مشجعًا في ملعب فيكتوريا، ليرتقي إلى دوري الدرجة الممتازة الوسطى في الدوري الجنوبي لموسم 2019-20. أُوقفت مباريات الدوري في الموسم نفسه بسبب تفشي جائحة كوفيد-19 في مارس 2020، وكان سبورتينغ يحتل المركز الرابع مع بقاء عشر مباريات دون لعب. كما أُوقف موسم 2020-21 بعد ثماني مباريات فقط لنفس السبب. رغم ذلك، فاز النادي بكأس ريد ريكروتمنت، وهي بطولة محلية لمرة واحدة تجمع فرق الدرجة الثالثة خارج الدوري من مقاطعة وسترشير، بعد الفوز على فريق ألفيتشير 1-0 في النهائي في مايو 2021.
شهد موسم 2021-22، الذي كان الموسم الثاني عشر للنادي والأول الذي اكتمل بعد رفع قيود الجائحة، تقلبًا كبيرًا في أداء الفريق. بدأت نتائج الدوري في الدوري الجنوبي متباينة، فكان الفريق في المركز الحادي عشر منتصف أكتوبر. لكن بعد خسارة قاسية أمام فريق غريمزبي تاون من الدوري الوطني الإنجليزي لكرة القدم في دور التأهيل الرابع لكأس الاتحاد الإنجليزي، توالت النتائج السلبية في الدوري حتى مارس 2022، ما أدى إلى دخول الفريق منطقة الهبوط لأول مرة في تاريخه. بيد أن الفريق تعافى وحصل على نقاط كافية في المباريات التالية ليضمن البقاء وأنهى الموسم في المركز الثامن عشر. شارك في الفريق حوالي 40 لاعبًا خلال الموسم، مع تغييرات مستمرة في التشكيلة.
في موسم 2022–23، خرج النادي مبكرًا من البطولات الكأسية وركز على هدف تثبيت موقعه في الدرجة الممتازة للدوري الجنوبي ضمن الهرم الكروي خارج الدوري. كانت النتائج متباينة، وكان الفريق في المركز الثامن عند منتصف الموسم، لكنه حقق أربعة انتصارات فقط في 21 مباراة متبقية، ما أدى إلى تراجع تدريجي في الترتيب. رغم أن النادي أنهى الموسم بفارق تسع نقاط عن مراكز الهبوط، احتل المركز الثامن عشر كما في الموسم السابق. استمر التغيير المستمر في صفوف اللاعبين، حيث شارك 38 لاعبًا على الأقل خلال الموسم. شارك عدد من اللاعبين الشباب المعارين من أندية دوري كرة القدم الإنجليزية، لكنهم لم يتمكنوا من تحسين نتائج الفريق بشكل ملحوظ.
في نوفمبر 2023، أعلن النادي عودة ماكس بانر رئيسًا لقسم الإعلام.

## الحضور الجماهيري
كونه البديل الروحي لنادي برومزغروف روفرز، كان لنادي برومزغروف سبورتينغ حضور جماهيري متوسط أعلى بكثير من باقي فرق دوري ميدلاند فوتبول. بلغ متوسط الحضور الجماهيري في ملعبه خلال الموسم الافتتاحي 293 مشجعًا، وارتفع متوسطه في موسم 2016–17 إلى 671 مشجعًا. واصل هذا الرقم الارتفاع في موسم 2017–18 (مجمل مباريات الدوري والكأس) ليصل إلى 721 مشجعًا.
سجل سبورتينغ أكبر حضور جماهيري في ملعبه بتاريخ 11 مارس 2017،[بحاجة لمصدر] عندما حضر 3,349 مشجعًا مباراة ذهاب نصف نهائي كأس الاتحاد الإنجليزي لفئة الفيس ضد فريق كليثورب تاون. وشهدت مباراة الإياب التي أقيمت بعد أسبوع في كليثورب حضور 1,154 مشجعًا. أما أكبر حضور جماهيري في مباراة دوري على ملعب فيكتوريا غراوند حتى الآن فكان في 11 يناير 2020، حيث حضر 1,764 مشجعًا لمشاهدة فوز سبورتينغ على فريق تامورث 1-0 ضمن مباريات الدوري الجنوبي - الدرجة الممتازة الوسطى.
شهدت مباراة خارج ملعب سبورتينغ في دوري ميدلاند فوتبول بتاريخ 26 ديسمبر 2017، والتي أقيمت على أرض مستأجري ملعب فيكتوريا نادي وورستر سيتي، حضور 1,672 مشجعًا. كما ذُكر سابقًا، على الرغم من أن نهائي تصفيات دوري الدرجة الأولى الوسطى للدوري الجنوبي بتاريخ 6 مايو 2019 لم يكن مباراة «محلية» بالمعنى الحرفي، إلا أنه جذب 2,943 مشجعًا في ملعب فيكتوريا.[بحاجة لمصدر]
قبل مباراة كأس الاتحاد الإنجليزي لفئة الفيس ضد كليثورب، كانت المباراة التي شهدت أكبر حضور جماهيري بعيدًا عن ملعب فيكتوريا هي نهائي كأس تحدي ليس جيمس بتاريخ 6 مايو 2015 في ملعب بيسكوت، حيث فاز سبورتينغ على فريق ساوثام يونايتد 3-2، وكان عدد مشجعي “الراؤسلرز” حوالي 450 مشجعًا في وولسال. أما في موسم 2017–18، فقد جذب نهائي كأس الاتحاد الوسترشيري للمحترفين ضد فريق لاي تاون، الذي أقيم في ملعب أجبوروغ في كيديرمينستر وفاز فيه سبورتينغ بركلات الترجيح، 642 مشجعًا.
في موسم 2016–17، كان سبورتينغ يلعب في المستوى السادس من الهرم الكروي خارج الدوري، وحقق أعلى متوسط حضور جماهيري في الدوري على مستوى هذا المستوى في البلاد. تكرر هذا الإنجاز في موسم 2017–18 على مستوى المستوى الخامس من الهرم، حيث بلغ متوسط الحضور الجماهيري 777 مشجعًا في مباريات الدوري على ملعبه، ومرة أخرى في موسم 2018-19 على مستوى المستوى الرابع، حيث بلغ متوسط الحضور 952 مشجعًا (ارتفع إلى 1,090 مع احتساب مباريات التصفيات)، مما جعل سبورتينغ يحتل المرتبة 43 بين أفضل الفرق من حيث الدعم الجماهيري في كرة القدم خارج الدوري.
في موسم 2019-20 المختصر على مستوى المستوى الثالث (الدوري الجنوبي – الدرجة الممتازة الوسطى), استقطبت مباريات سبورتينغ الـ17 على ملعب فيكتوريا متوسط حضور بلغ 979 مشجعًا.
رغم النتائج السلبية للفريق، شهد موسم 2021-22، الذي اكتمل بالكامل، انخفاضًا بسيطًا في متوسط الحضور على ملعب فيكتوريا، حيث بلغ متوسط الحضور في 27 مباراة من الدوري والكأس 849 مشجعًا. وكان أعلى حضور في المباراة التي بُثت تلفزيونيًا ضد فريق غريمزبي تاون في كأس الاتحاد الإنجليزي، حيث حضر 3,219 مشجعًا.
لكن استمرارية النتائج السلبية في موسم 2022-23 أدت إلى انخفاض ملحوظ في متوسط الحضور على ملعب فيكتوريا، حيث بلغ متوسط الحضور في 21 مباراة بالدوري فقط 636 مشجعًا، وهو أدنى معدل في عدة مواسم. ويبدو أن الخسائر العشر في تلك المباريات الـ21 أثرت في هذا الانخفاض.

## اللاعبون

### التشكيلة الحالية[5]
| المركز | اللاعب   | الجنسية |                 |
| ------ | -------- | ------- | --------------- |
|        | إنجلترا  |         | تشارلي برايس    |
|        | إنجلترا  |         | تشارلي مكنامارا |
|        | إنجلترا  | مدافع   | آرون روبرتس     |
|        | إنجلترا  | مدافع   | إيثان باترسون   |
|        | إنجلترا  | مدافع   | أكسوم وايت      |
|        | إنجلترا  | مدافع   | جوش إيزيويل     |
|        | إنجلترا  | مدافع   | كارتر ليسيت     |
|        | إنجلترا  | مدافع   | آشلي كارتر      |
|        | إنجلترا  | مدافع   | بو موريس        |
|        | إنجلترا  | مدافع   | بايرون ويلسون   |
|        | ويلز     | وسط     | ريس كينغ        |
|        | إنجلترا  | مدافع   | بو موريس        |
|        | إنجلترا  | مدافع   | تايلور موريسون  |
|        | إنجلترا  | وسط     | جاك نيويل       |
|        | إنجلترا  | وسط     | زاك باول        |
|        | إنجلترا  | وسط     | بيلي شو         |
|        | أستراليا | وسط     | جوردان لايدن    |
|        | إنجلترا  | وسط     | جورج أتوال      |
|        | إنجلترا  | مهاجم   | جيمي ميدوز      |
|        | جامايكا  | مهاجم   | ثيو روبنسون     |
|        | إنجلترا  | مهاجم   | جاك نيوال       |
|        | إنجلترا  | مهاجم   | آرتشي ثورستون   |
|        | إنجلترا  | مهاجم   | داريل نايتس     |
|        | إنجلترا  | مهاجم   | رايان سنيب      |
|        | إنجلترا  | مهاجم   | ريس ستايتش      |

دوري كرة القدم الجنوبي لا يستخدم نظام أرقام التشكيلة.

## الطاقم الإداري والفني

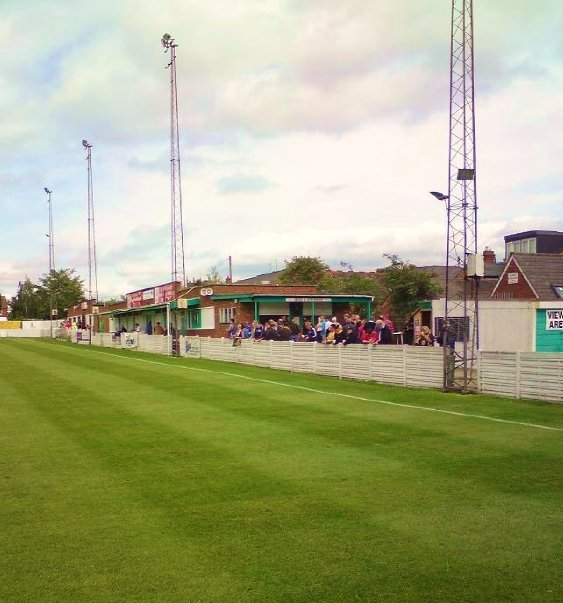
نادي فيكتوريا غراوند

### مسؤولو النادي
آخر تحديث 26 مايو 2025. 
| المنصب                                 | الاسم            |
| -------------------------------------- | ---------------- |
| الرئيس                                 | رود براون        |
| أمين السر في كرة القدم                 | ديف ستيفنز       |
| مدير كرة القدم                         | غراهام سكوت      |
| الرئيس الفخري                          | جيف ريا          |
| نائب الرئيس                            | ريتشارد بورن     |
| مدير العمليات                          | سايمون كادوالادر |
| المدير التجاري المشترك                 | جو أميز          |
| المشرف على الصيانة                     | ديفيد شيبرد      |
| مسؤول تطوير كرة القدم                  | إيان كوين        |
| مدير عمليات المباريات / السلامة والأمن | روب ماكلارين     |
| المقيمون                               | بينيتو دي لوكا   |
| رئيس الإعلام                           | ماكس بانر        |
| رئيس قسم التجارة والضيافة              | أنيتا جيميل      |

### الطاقم الفني[6]
| المنصب            | الاسم            |
| ----------------- | ---------------- |
| المدير            | سكوت أدي-لينفورث |
| المساعد           | داريل نايتس      |
| مدرب الفريق الأول | كارل فيلوز       |
| معالج رياضي       | دان إير          |

### تاريخ الإدارة
| الفترة    | المدير                  |
| --------- | ----------------------- |
| 2010      | مايلز داي               |
| 2010–2011 | ستيوارت برايتون         |
| 2011–2013 | كيث درابر               |
| 2013      | غراهام سكوت             |
| 2013–2014 | أدريان ماندر            |
| 2014      | غراهام سكوت (مدير مؤقت) |
| 2014–2018 | بول سميث                |
| 2018–2021 | بريندان كيلي            |
| 2021–2022 | جافين هورن              |
| 2022      | توماس بيلي              |
| 2022–2024 | مايكل مكغراث            |
| 2024      | بول سميث                |
| 2024      | سكوت أدي-لينفورث        |